# 룰 34
룰 34(Rule 34)는 가능한 모든 주제와 관련하여 인터넷 포르노그래피가 존재한다고 주장하는 인터넷 밈이다. 이 개념은 일반적으로 성적 행동 및 활동에 참여하는 일반적으로 비성애적인 주제에 대한 팬 아트로 묘사된다. 또한 글, 애니메이션, 이미지, GIF 및 인터넷이 확산 및 재배포할 수 있는 기회를 제공하는 기타 모든 형태의 미디어도 포함될 수 있다.

## 역사
"룰 34"라는 문구는 2003년 8월 13일 웹 만화 캡션에서 "룰 #34 포르노가 있다. 예외는 없다."에서 만들어졌다. 이 만화는 탄고스타리(TangoStari, 본명: Peter Morley-Souter)가 캘빈과 홉스 패러디 포르노를 보고 받은 충격을 묘사하기 위해 그린 것이다. 비록 그 만화는 무명으로 사라졌지만, 그 캡션은 즉시 인터넷에서 인기를 끌었다. 그 이후로 이 문구는 다양한 구문 버전으로 수정되었으며 동사로도 사용되었다. 4chan 웹사이트에 작성된 "인터넷 규칙" 목록에는 룰 63과 같은 유사한 농담 목록 내에 룰 34가 포함되어 있다.
2008년에 4chan 사용자들은 룰 34를 설명하는 성적으로 노골적인 패러디와 만화를 많이 게시했다. 4chan 속어에서는 음란물을 "rule 34" 또는 "pr0nz"라고 부를 수 있다. 현대 속담 사전(Dictionary of Modern Proverbs)에서는 룰 34가 "2008년부터 인터넷 게시물에 나타나기 시작했다"고 주장한다.
룰 34가 인터넷을 통해 계속 확산되면서 일부 전통적인 언론 매체도 이를 보도하기 시작했다. 2009년 데일리 텔레그래프 기사에서는 룰 34를 "상위 10개" 인터넷 규칙 및 법률 중 세 번째로 나열했다. 2013년 CNN 기사에 따르면 룰 34는 주류 문화의 일부가 된 "아마도 가장 유명한" 인터넷 규칙일 것이다. 2018년 11월 14일, "Drypiss"라는 별명을 가진 트위치 스트리머가 룰 34 사진을 검색한 동영상을 트위터에 게시하여 18번째 생일을 축하했다. 이후 해당 영상과 그 반응은 더 데일리 닷에서 다루었다.
팬 픽션은 2016년 미국 대통령 선거, 2021년 수에즈 운하 마비 사고, 브렉시트 등 시사 사건을 패러디했다.

## 같이 보기
- 마이 리틀 포니: 우정은 마법
- 인터넷 밈 목록
- NSFW
- 퍼리 팬덤
- 룰 63